# Lode Runner
Lode Runner (lit. "Corredor de las Vetas") es un videojuego de plataformas de 1983, publicado originalmente por Brøderbund. Fue uno de los primeros juegos en incluir un editor de niveles, una característica que permite a los jugadores crear sus propios niveles para el juego. Esto hizo que la popularidad del juego aumentara, e hizo que revistas como Computer Gaming World organizaran concursos premiando al que creara el mejor nivel.

## Historia
El prototipo de lo que después sería Lode Runner era un juego desarrollado por Douglas E. Smith de Renton, Washington, que era estudiante de arquitectura en la Universidad de Washington. Este prototipo, llamado Kong, fue escrito para una minicomputadora Prime Computer 550 limitada a un edificio en el campus de la universidad. Poco después, Kong fue portado a las minicomputadoras VAX, de modo que hubiera más terminales en el campus. El juego fue programado en Fortran y usaba caracteres ASCII. Cuando Kong fue portado a la VAX, algunas secciones en Pascal fueron mezcladas en el código Fortran original.
En un fin de semana (hacia septiembre de 1982), Smith fue capaz de construir una primera versión jugable en lenguaje ensamblador 6502 en una Apple II+, renombrando al juego Miner. Hasta el final del año, Smith refinó esa versión, que estaba en blanco y negro sin soporte para joystick. Presentó una versión en bruto a Brøderbund alrededor de octubre de 1982 y recibió una carta de rechazo de una línea, que decía aproximadamente "Lo sentimos, su juego no encaja en nuestra línea productiva, por favor siéntase libre de presentar futuros productos" (Sorry, your game doesn't fit into our product line; please feel free to submit future products.).
Smith entonces pidió dinero prestado para comprar un monitor a color y un joystick y continuó mejorando el juego. Sin embargo poco antes de la Navidad de 1982 el joystick se averió y tuvo que trabajar durante un par de meses lavando autos para así conseguir dinero y costear la reparación. Alrededor de Navidad en 1982, presentó el juego, llamado entonces Lode Runner, a cuatro distribuidoras y enseguida recibió ofertas de las cuatro: Sierra, Sirius, Synergistic, y Brøderbund. Cerró el trato con esta última.
El juego fue lanzado a mediados de 1983. Las versiones originales para microcomputadora incluían la Apple II, la Familia Atari de 8 bits, la Commodore 64 y una versión  para la computadora MSX. Las versiones posteriores incluyen aquellas para Atari ST, Sinclair Spectrum 48K/128K, NES, Windows 3.1, Macintosh, y la Game Boy original.

## Juego
El jugador controla un personaje que tiene que recoger todo el oro de un nivel mientras evita a los guardias que tratan de atraparlo. Tras recoger todo el oro, debe moverse hasta la parte superior de la pantalla para llegar al siguiente nivel. Hay 150 niveles en el juego que progresivamente van desafiando las habilidades del jugador, como la resolución de problemas o los tiempos de reacción.
Los niveles presentan múltiples historias, motivos de ladrillos en las plataformas, con escaleras y barras de mono suspendidas que ofrecen distintos caminos por donde moverse. El jugador puede abrir agujeros en el suelo para atrapar temporalmente a los guardianes y caminar seguro sobre ellos. Estos a su vez pueden llegar a salir del hoyo si no encuentran obstáculos. Con el tiempo los hoyos se cierran regenerando el suelo. Un guardia atrapado que no puede escapar del hoyo antes de que se llene, es eliminado, e inmediatamente reaparece en un lugar aleatorio de la parte superior del nivel. A diferencia de los guardias, el personaje del jugador no puede trepar y salir de un hoyo, y morirá si éste se llena antes de que encuentre otra manera de salir. Los suelos pueden tener tramperas, por las que el jugador y los guardias caerán al pasar, y suelo duro, que no puede ser perforado.
El jugador solo puede cavar un agujero para los lados, y no directamente debajo de sí mismo. Esto plantea una estrategia importante: al cavar a través de un suelo con n bloques de espesor, primero se debe abrir un hueco de por lo menos n bloques de ancho para ser capaz de abrir brecha en él, ya que el número de espacios se reducirá en uno por cada capa perforada, y se necesita al menos un espacio adyacente libre para poder excavar.
El jugador comienza con cinco vidas; cada vez que completa un nivel recibe una vida extra. Si un guardia lo atrapa, se pierde una vida y el nivel se reinicia. El personaje del jugador puede caer desde distintas alturas sin dañarse pero no puede saltar, y puede quedar atrapado en un hoyo, del cual la única salida es abortar el nivel, costándole una vida, y comenzar de nuevo.
Brøderbund se refirió a los guardias del juego como miembros del Imperio Bungeling, enemigos comunes en Choplifter, la serie Lode Runner, y Raid on Bungeling Bay.
El juego es un buen ejemplo del género trap-em-up, el cual incluye juegos como Heiankyo Alien (1979) y Space Panic (1980).

## Recepción
Una crítica de Computer Gaming World elogió el editor de niveles particularmente fácil de usar del juego y la estrategia en materia de un título arcade, describiéndolo como "uno de los pocos juegos arcade de los hombres pensadores". El creador de Tetris, Alekséi Pázhitnov, afirmó que fue su juego puzle favorito durante muchos años.
Computer Gaming World también señaló que los personajes animados en Lode Runner fueron "prestados" de Choplifter, un juego anterior de Brøderbund. Smith dijo que los personajes no fueron "prestados", pero como tienen un tamaño de 7x10 píxeles, fueron inevitables las similitudes estéticas.[cita requerida]
GameSpot nombró a Lode Runner como uno de los "Juegos Más Grandes de Todos los Tiempos".

## Portabilidad
Con los años, Lode Runner fue portado a numerosos sistemas, incluyendo Amstrad CPC, Apple II, BBC Micro, Commodore VIC-20, Commodore 64, MSX, Sinclair ZX Spectrum, Atari ST, PC-8001, PC-8801, PC-6001, PC-6601, X1, FM-7, SG-1000, Atari 400/800, PC-9801, PC Engine, MS-DOS, IBM PC, Mac OS, NES, Game Boy, Nintendo DS, PlayStation, Virtual Console, Xbox 360 (XBLA) y iPod.

## Serie
- Lode Runner (1983), el juego original publicado por Brøderbund, desarrollado para Apple II, que contenía 150 niveles y un editor de niveles.
- Championship Lode Runner (1984), una secuela directa con 50 niveles editados por fanáticos y diseñados para jugadores expertos. Se programó el lanzamiento de este juego para Japón el 27 de octubre de 2009 en la Virtual Console.
- Lode Runner's Rescue (~1985), secuela 3-D disponible por lo menos para Commodore 64, incluyendo docenas de niveles con perspectivas 3-D y un editor de diseño de pantalla.
- Hyper Lode Runner (1989), para la Game Boy original.

Un juego de tablero de Lode Runner fue diseñado por Donal Carlston y publicado por Tsukuda en 1986.

### Arcade
En 1984, Irem desarrolló una versión arcade de Lode Runner, que contenía 24 niveles elegidos de entre los 150 originales.
Irem insertó muchos de sus niveles inspirados en el arcade en el Famicom Disk System bajo los nombres Super Lode Runner y Super Lode Runner II. 
La versión arcade tuvo numerosas secuelas, incluyendo:
- Lode Runner: The Bungeling Strikes Back (1984)
- Lode Runner: Majin No Fukkatsu (1985)
- Lode Runner: Teikoku Karano Dasshutsu (1986)
- Lode Runner: The Dig Fight (2000)

### Década de 1990
- Lode Runner: The Legend Returns, una remake de 1994 de Sierra del juego original con gráficos y herramientas mejoradas.
- Lode Runner Online: Mad Monks' Revenge, la secuela de 1995 que sustituyó todos los elementos de los anteriores, más un nuevo juego en línea.
- Lode Runner 2 (1998), juego en 3D isométrico.
- Lode Runner 3-D (1999) para la Nintendo 64.

### Actualidad
El 13 de julio de 2017 fue lanzado en Steam la versión más reciente, desarrollada por Tozai Games y titulada Lode Runner Legacy que incluye los 
150 niveles originales y un editor de personajes y niveles, además de novedades como una vista de cámara FPS. El juego fue posteriormente lanzado para Nintendo Switch en marzo de 2018.
Varias versiones de Lode Runner no fueron lanzadas en Estados Unidos, como Lode Runner Twin y Power Lode Runner, las cuales varían el modo de juego, la mayoría añadiendo diferentes personajes y escenarios. Otro título, Battle Lode Runner, era en origen exclusivo de Japón, pero se puso a la venta en abril de 2007 en el servicio Virtual Console de Nintendo.[cita requerida] Le siguió el original Lode Runner en junio de 2007. Existe también un juego llamado Cubic Lode Runner, una variante 3-D del Lode Runner lanzada solo en Japón para la Nintendo GameCube y PlayStation 2.
La versión NES, desarrollada por Hudson Soft, fue la primera aparición de los Bombermen como los robots enemigos. La pantalla final de Bomberman para la NES muestra al Bomberman blanco original volviéndose humano y sugiere su aparición en otro juego, con Lode Runner detrás de él. En la versión japonesa, la referencia es más directa: "Congratulations - Bomber Man becomes Runner - See you again in Lode Runner" ("Felicitaciones - Bomberman se vuelve Runner - Nos vemos de vuelta en Lode Runner").
En Japón, la versión Famicom de Lode Runner permite editar y crear niveles para compartir con otros usando un Famicom Data Recorder.
Hudson Soft también anunció una versión de Lode Runner para la Nintendo DS.

### Xbox Live Arcade
El 7 de enero de 2008, una reelaboración de Lode Runner, desarrollada por Tozai and Southend Interactive, fue anunciada en CES '08, y fue lanzada el 22 de abril de 2009.
El juego cuenta con gráficos en 3D mejorados, modos de juego adicionales, soporte multijugador cooperativo y competitivo, seis tipos de bloques nuevos y un editor de niveles, así como tablas de clasificación en Live y una cronología de la historia del juego.

### iPod
Lode Runner se puso disponible para la versión de rueda de clic del iPod de Apple a mediados de diciembre de 2008 con gráficos mejorados y desplazables. Fue lanzado por HudsonSoft. Contiene 130 niveles y varios vídeos tutoriales.